# Shūkan Shōnen Jump
Shūkan Shōnen Jump o Weekly Shōnen Jump (週刊少年ジャンプ Shūkan Shōnen Janpu?) es una revista antológica semanal de manga orientado a una demografía shōnen, publicada por la editorial Shūeisha como parte de la línea de revistas Jump.
Es actualmente la más popular de Japón, además de ser la revista de manga más reconocida en el mundo, con una circulación de aproximadamente 5 millones de ejemplares por semana. En ella se han publicado muchas obras que posteriormente tendrían mucho éxito en el formato tankōbon (tomos de 200 páginas). Las historias suelen tener mucha acción y aventura, y normalmente sus protagonistas son chicos jóvenes con habilidades especiales. A pesar de que el número de ejemplares ha descendido con los años.
No solo se publica en Japón, sino que también ha llegado a los Estados Unidos, Canadá, Alemania (a este último país con el título de "Banzai!"), y Suecia. Aunque la revista no se vende en países como Corea del Sur, Taiwán, China y Tailandia, los títulos de manga de Shūkan Shōnen Jump se traducen y distribuyen en dichos países.

## Historia
La revista Shūkan Shōnen Jump fue lanzada el 2 de julio de 1968 para competir con revistas semanales ya populares como la Shūkan Shōnen Magazine de Kōdansha y la Shūkan Shōnen Sunday de Shōgakukan.
La revista fue originalmente una publicación hermana al Shōnen Book. Antes de la edición 20, la Shōnen Jump era una revista quincenal pero cuando el Shōnen Book cesó su publicación en 1969, la revista pasó a ser una revista semanal. Una nueva revista se creó para ocupar el lugar del Shōnen Book, la Gekkan Shōnen Jump, la cual igual cesaría su publicación en 2007 y sería reemplazada por Jump Square.
Durante la década de 1980 y a principio de la década de 1990 fue la revista shōnen más vendida,[cita requerida] hasta que en 1995 series populares como Dragon Ball de Akira Toriyama y Yū Yū Hakusho de Yoshihiro Togashi finalizaron y las ventas de la Jump cayeron, haciendo que en octubre de 1997 la Shūkan Shōnen Magazine se proclamara la revista más vendida.
En 2002 la Jump recuperó sus números de circulación contra la Shūkan Shōnen Magazine aunque aun así sus ventas son bastante reñidas.
Debido al terremoto y tsunami de Tohoku de 2011, el envío de la 15.ª edición de 2011 se retrasó en algunas zonas de Japón. En respuesta, Shueisha publicó la serie incluida en esta cuestión de forma gratuita en su sitio web a partir 23 de marzo al 27 de abril.
El 11 de julio de 2013, la Bandai Namco Grupo abrió un parque de atracciones temático alrededor de la Weekly Shonen Jump. Llamado J-World Tokyo, se encuentra en el tercer piso del Sunshine City Mundial importación Mart Building en Ikebukuro y tiene 1.52 acres. En la celebración del 45.º aniversario de la revista en 2013, Shueisha comenzó un concurso donde cualquier persona puede presentar manga en tres idiomas diferentes: japonés, inglés y chino.
En su punto más alto a mediados de la década de 1990, la Weekly Shonen Jump tenía una circulación regular de más de 6 millones de ejemplares. En los últimos años, su circulación ha sido menos de tres millones.

## Akamaru Jump
Akamaru Jump (赤マルジャンプ?) es una de las muchas revistas de manga de la editorial japonesa Shūeisha. Al margen de las publicaciones del semanario Shōnen Jump, esta revista sirve a la editorial para publicar principalmente historias autoconclusivas, a menudo capítulos piloto para probar al público antes de su publicación en masa y regular en una de las variantes de la revista Shōnen Jump. Aquí se pueden encontrar también historias cortas relacionadas con algún manga que ya esté siendo publicado regularmente por el grupo Jump Comics, pero que no influyen en la trama principal de la serie en cuestión.
La publicación del Akamaru Jump se produce habitualmente en las semanas en las que el Shōnen Jump "se toma un respiro", que suelen ser tres semanas por año (el número de invierno coincide con las vacaciones de fin de año, el de primavera y el de verano al final de las vacaciones festivales).
El nombre "Akamaru Jump" se creó en 1996. Anteriormente, estos suplementos se llamaban simplemente Winter Special, Spring Special y Summer Special. Algunas series de cosechado éxito como Naruto, Bleach, One Piece, Bobobo o Death Note comenzaron sus andadas como capítulos piloto en esta revista.

## Actualmente en publicación
A continuación se muestra una lista de los mangas que actualmente son publicados en la revista.
Hunter x Hunter actualmente se encuentra en pausa indefinida, mientras que BURN THE WITCH no ha finalizado, sino que ha publicado una primera temporada de 4 capítulos, mientras que una segunda temporada se publicará próximamente. 
| Manga                                         | Autor                             | mes        | Año  |
| --------------------------------------------- | --------------------------------- | ---------- | ---- |
| Akane-banashi (あかね噺?)                     | Yuuki Suenaga & Takamasa Moue     | Febrero    | 2022 |
| Ao no Hako (アオのハコ?)                      | Kōji Miura                        | Abril      | 2021 |
| Boku to Roboko (僕とロボコ?)                  | Shuuhei Miyazaki                  | Julio      | 2020 |
| BURN THE WITCH (BURN THE WITCH?)              | Tite Kubo                         | Agosto     | 2020 |
| Ekiden Bros (エキデンブロス?)                 | Daiki Nono                        | Junio      | 2025 |
| Exorcist no Kiyoshi-kun (悪祓士のキヨシくん?) | Shōichi Usui                      | Junio      | 2024 |
| Harukaze Mound (ハルカゼモウンド?)            | Tōgo Gotō & Kento Matsūra         | Junio      | 2025 |
| Himaten! (ひまてん！?)                        | Genki Ono                         | Julio      | 2024 |
| Hunter × Hunter (HUNTER×HUNTER?)              | Yoshihiro Togashi                 | Marzo      | 1998 |
| Kaedegami (カエデガミ?)                       | Jun Harukawa                      | Junio      | 2025 |
| Kagurabachi (カグラバチ?)                     | Takeru Hokazono                   | Septiembre | 2023 |
| Kill Ao (キルアオ?)                           | Tadatoshi Fujimaki                | Abril      | 2023 |
| Madan no Ichi (魔男のイチ?)                   | Osamu Nishi & Shiro Usazaki       | Septiembre | 2024 |
| Nice Prison (NICE PRISON?)                    | Tatsuya Suganuma                  | Abril      | 2025 |
| Nige Jōzu no Wakagimi (逃げ上手の若君?)       | Yūsei Matsui                      | Enero      | 2021 |
| Nue no Onmyōji (鵺の陰陽師?)                  | Kōta Kawae                        | Mayo       | 2023 |
| One Piece (ONE PIECE?)                        | Eiichirō Oda                      | Julio      | 1997 |
| Ping Pong (ピングポング?)                     | Yoshiharu Kataoka                 | Julio      | 2025 |
| Sakamoto Days (SAKAMOTO DAYS?)                | Yūto Suzuki                       | Noviembre  | 2020 |
| Shinobigoto (しのびごと?)                     | Ippon Takegushi & Santa Mitarashi | Septiembre | 2024 |
| Tomoshibi no Otr (灯火のオテル?)              | Yūki Kawaguchi                    | Mayo       | 2025 |
| Witch Watch (ウィッチウォッチ?)               | Kenta Shinohara                   | Febrero    | 2021 |

## Series destacadas

### Años 1970
| - Harenchi Gakuen (1968-1972, Gō Nagai) - Kōsoku ESPer (1969-1970, Leiji Matsumoto) - Dokonjō Gaeru (1970-1976, Yasumi Yoshizawa) - Lion Books (1971-1972, Osamu Tezuka) - Mazinger Z (1972-1973, Gō Nagai) - Kochikame (1976-2016, Osamu Akimoto) - COBRA (1978-1984, Buichi Terasawa) - Kinnikuman (1979-1987, Yudetamago) |

### Años 1980
| - Dr. Slump (1980-1984, Akira Toriyama) - Cat's Eye (1981-1984, Tsukasa Hōjō) - Captain Tsubasa (1981-1988, Yōichi Takahashi) - Hokuto no Ken (1983-1988, Tetsuo Hara, Buronson) - Kimagure Orange Road (1984-1987, Izumi Matsumoto) - Dragon Ball (1984-1995, Akira Toriyama) - City Hunter (1985-1991, Tsukasa Hōjō) - Sakigake!! Otokojuku (1985-1991, Akira Miyashita) - Saint Seiya (1986–1990, Masami Kurumada) - JoJo no Kimyō na Bōken (1987–presente, Hirohiko Araki) (Transferido a Ultra Jump) - Jungle no Ōja Tar-chan (1988-1995, Masaya Tokuhiro) - Rokudenashi Blues (1988-1997, Masanori Morita) - Magical Taruruuto-kun (1988-1992 Tatsuya Egawa) - Video Girl Ai (1989-1992, Masakazu Katsura) - Dragon Quest: Dai no Daibouken (1989-1996, Riku Sanjou, Koji Inada, Yuji Horii) |

### Años 1990
| - Slam Dunk (1990-1996, Takehiko Inoue) - Yū Yū Hakusho (1990-1994, Yoshihiro Togashi) - Kyūkyoku!! Hentai Kamen (1992-1993 Keishuu Ando) - Ninku (1993-1994, Kōji Kiriyama) - Jigoku Sensei Nūbē (1993-1999, Makura Shō, Takeshi Okano) - Hareluya II Boy (1992-1999, Haruto Umezawa) - Rurouni Kenshin (1994-1999, Nobuhiro Watsuki) - Midori no Makibao (1994-1998, Tsunomaru) - Hōshin Engi (1996-2000, Ryū Fujisaki) - Yu-Gi-Oh! (1996-2004, Kazuki Takahashi) - I''s (1997-2000, Masakazu Katsura) - Seikimatsu Leader den Takeshi! (1997-2002, Mitsutoshi Shimabukuro) - One Piece (1997-Actualidad, Eiichiro Oda) - Hunter x Hunter (1998-Actualidad, Yoshihiro Togashi) - Shaman King (1998-2004, Hiroyuki Takei) - Hikaru no Go (1999-2003, Yumi Hotta y Takeshi Obata) - Tennis no Ōjisama (1999-2008, Takeshi Konomi) - Naruto (1999-2014, Masashi Kishimoto) |

### Años 2000
| - Black Cat (2000-2004, Kentaro Yabuki) - Bleach (2001-2016, Tite Kubo) - Bobobo-bo Bo-bobo (2001-2007, Yoshio Sawai) - Eyeshield 21 (2002-2009, Riichiro Inagaki, Yūsuke Murata) - Ichigo 100% (2002-2005, Mizuki Kawashita) - Busō Renkin (2003-2006, Nobuhiro Watsuki) - Gintama (2003-2019, Hideaki Sorachi) - Death Note (2003-2006, Tsugumi Ohba, Takeshi Obata) - D.Gray-man (2004-Actualidad, Katsura Hoshino) (Transferido a Jump SQ y luego Transferido a Jump Crown) - Katekyō Hitman Reborn! (2004-2012, Akira Amano) - Muhyo to Rōjī no Mahōritsu Sōdan Jimusho (2004-2008, Yoshiyuki Nishi) - Majin Tantei Nōgami Neuro (2005-2009, Yūsei Matsui) - Taizō Mote King Saga (2005-2007, Dai Amon) - To Love-Ru (2006-2009, Saki Hasemi, Kentaro Yabuki) - Blue Dragon RalΩGrad (2007, Tsuneo Takano, Takeshi Obata) - Sket Dance (2007-2013, Kenta Shinohara) - Hatsukoi Limited (2007-2008, Mizuki Kawashita) - Psyren (2007-2010, Toshiaki Iwashiro) - Bakuman (2008-2012, Tsugumi Ohba, Takeshi Obata) - Nurarihyon no mago (2008-2013, Hiroshi Shiibashi) - Toriko (2008-2016, Mitsutoshi Shimabukuro) - Kuroko no Basket (2008-2014, Tadatoshi Fujimaki) - Beelzebub (2009-2014, Ryūhei Tamura) - Medaka Box (2009-2013, Nisio Isin, Akira Akatsuki) |

### Años 2010
| - Nisekoi (2011-2016, Naoshi Komi) - Ansatsu Kyōshitsu (2012-2016, Yūsei Matsui) - Haikyū!! (2012-2020, Haruichi Furudate) - Saiki Kusuo no Psi-nan (2012-2018, Shuichi Asou) - Shokugeki no Sōma (2012-2019, Yūto Tsukuda & Shun Saeki) - World Trigger (2013-Actualidad, Daisuke Ashihara) (Transferido a Jump SQ) - Isobe Isobee Monogatari (2013-2017, Ryō Nakama) - Hinomaru Zumō (2014-2019, Kawada) - My Hero Academia (2014-2024, Kōhei Horikoshi) - Black Clover (2015-Actualidad, Yūki Tabata) (Transferido a Jump Giga) - Boruto: Naruto Next Generations (2016-Actualidad, Ukyo Kodachi & Mikio Ikemoto) (Transferido a V Jump) - Yuragisō no Yūna-san (2016-2020, Tadahiro Miura) - Kimetsu no Yaiba (2016-2020, Koyoharu Gotouge) - Yakusoku no Neverland (2016-2020, Kaiu Shirai & Posuka Demizu) - Bokutachi wa Benkyō ga Dekinai (2017-2020, Taishi Tsutsui) - Dr. Stone (2017-2022, Riichiro Inagaki & Boichi) - ACT-AGE (2018-2020, Tatsuya Matsuki & Shiro Usazaki) - Jujutsu Kaisen (2018-2024, Gege Akutami) - Chainsaw Man (2018-Actualidad, Tatsuki Fujimoto) (Transferido a Shōnen Jump+) - Yozakura-san Chi no Daisakusen (2019-2025, Hitsuji Gondaira) |

### Años 2020
| - Undead Unluck (2020-2025, Yoshifumi Tozuka) - MASHLE (2020-2023), Hajime Komoto) - Ayakashi Triangle (2020-2023, Kentaro Yabuki) (Transferido a la Shōnen Jump+) - Boku to Roboko (2020-Actualidad, Shuuhei Miyazaki) - Sakamoto Days (2020-Actualidad, Yuuto Suzuki) - Nige Jōzu no Wakagimi (2021-Actualidad, Yūsei Matsui) - Witch Watch (2021-Actualidad, Kenta Shinohara) - Ao no Hako (2021-Actualidad, Kōji Miura) - Akane-banashi (2022-Actualidad, Yuuki Suenaga & Takamasa Moue) - Kill Ao (2023-Actualidad, Tadatoshi Fujimaki) - Kagurabachi (2023-Actualidad, Takeru Hokazono) - Negai no Astro (2024-2025, Ken Wakui) |

## Versiones internacionales

### Shonen Jump
Shonen Jump, publicado en América del Norte por Viz Media, debutó en noviembre de 2002, con fecha de portada en enero de 2003. Aunque se basa en la Weekly Shonen Jump, el idioma inglés Shonen Jump se reestructuró para los lectores ingleses y el público americano y se pública mensualmente, en lugar de semanal. Shonen Jump se suspendió en abril de 2012, en favor de su sucesor digital, Weekly Shonen Jump.

### Weekly Shonen Jump Alpha
Es el sucesor de Viz Media a la antología de impresión mensual Shonen Jump, es publicada simultáneamente con las ediciones japonesas de la Weekly Shonen Jump, en parte para combatir la piratería de la manga a través de contrabando escalado en servicios. Comenzó se serialización el 30 de enero de 2012 como la Weekly Shonen Jump Alfa con una formación de seis títulos y nuevas cuestiones publicado en línea dos semanas después de la liberación japonesa, pero dentro de un año se había ampliado a doce series en curso, y el 21 de enero de 2013 se sometió a una rebranding y la transición a la publicación simultánea con Japón.

### Banzai!
Banzai! es una versión en lengua alemana de la Weekly Shonen Jump, publicado por Carlsen Verlag desde 2001 hasta diciembre de 2005, antes de ser cancelada. Además de la Weekly Shonen Jump serie de manga, la revista también incluyó manga-cómics originales en lengua alemana influida. La revista compitió como una publicación hermana a un shōjo antología llamada Daisuki. Tuvo una tirada de 140.000 ejemplares.

### Remen Shaonian Top
Remen Shaonian Top (熱門少年TOP) es la primera versión en chino semanal de la Weekly Shonen Jump, publicado en Taiwán por Da Ran Publishing. En la década de 1990 Da Ran fue a la quiebra y la revista tuvo que cesar la publicación. Remen Shaonian Top ha dado manga serializados como Yu-Gi-Oh!, Tottemo! Luckyman, Hikaru no Go, entre otros.

### Formosa Youth
Formosa Youth (寶島少年Báodǎo Shaonian, lit. "Teen Taiwan") es la actual versión china semanal de la Weekly Shonen Jump. Formosa Youth cuenta con varias series de la Weekly Shonen Jump. La revista traduce los manga de la Weekly Shonen Jump hasta la fecha. Una publicación hermana es Comic Dragón Juventud (龍少年Lóng Shaonian). En 1977, la compañía Tong Li fue creado y fundado por Fang Wan-Nan, que creó bootlegs, esto terminó en 1992. Una ley en Taiwán restringe el acto de contrabando de todo el manga. Durante 1992, Tong Li crea varios manga-revista, New Youth Bulletin, Youth Comic, Margaret Girl, Dragon Youth Comic, y Formosa Youth.
Algunas series como One Piece y Hikaru no Go se publicaron por primera vez en el manga-revista manhua Remen Shaonian Top (Instalaciones de少年TOP) por Da Ran Publishing, pero cuando Daran Publishing quebró la serie fueron trasladados a Formosa.

### C-Kids
C-Kids (ซี คิด ส์Ver Kit) es la versión en idioma tailandés de la Shonen Jump publicado por Siam Inter Comics. C-Kids pública varios Weekly Shonen Jump en series como One Piece, Gintama junto con muchos manga-cómics originales influido desde la división de Cartoon Thai Studio como EXEcutional.

### Boom
Boom (บูม) es otra versión en idioma tailandés de la Weekly Shonen Jump publicado por Nación Edutainment. Boom ha publicado varios mangas de Weekly Shonen Jump como Naruto, Death Note, junto con muchos cómics manga con influencias originales de fábrica Estudio como Meed THII Sib-Sam y Apaimanee Saga.

### Sueco Shonen Jump
En noviembre de 2004, Manga Medios comenzó la publicación de un idioma sueco versión de la Weekly Shonen Jump en Suecia, llamada Shonen Jump como una publicación hermana de sus revistas existentes Manga Mania y Shojo Estrellas. La revista incluye capítulos de varios populares Weekly Shonen Jump títulos incluidos Bleach, Naruto, Shaman King, y Yu-Gi-Oh!. En noviembre de 2007, después de 37 números publicados, cesa la distribución de la revista. Tuvo una venta de 30.000 ejemplares.

### Noruego Shonen Jump
Una versión en idioma noruego edición de la Weekly Shonen Jump, comenzó a publicarse en Noruega en marzo de 2005. Publicado por Schibsted Forlagene, la edición noruega era una traducción directa de la versión sueca de Bonnier de la revista, que contiene la misma serie y títulos. Cuando Bonnier perdió la licencia para la Weekly Shonen Jump, la versión noruega también dejó de publicarse, con el último número publicado el 26 de febrero de 2007. También crearon dos sellos editoriales de libros de corta vida: "En Bok Fra Shonen Jump" (un libro de Shonen Jump) para los libros de perfil y "Dragon Ball Ekstra" (Dragon Ball Extra) una línea específica para el manga escrito por Akira Toriyama. También un cómico film basado en el Dragon Ball Z de anime fue lanzado bajo la "TV Anime Comic" impronta.

## Recepción
En 1982, Shūkan Shonen Jump tuvo 2.55 millones de ejemplares vendidos. En 1995, el número aumentó a 6.53 millones. El editor jefe de la revista, Masahiko Ibaraki cree que tal explosión en la venta de la revista fue debido a los éxitos de taquilla Dragon Ball, Slam Dunk, entre otros. Pero en 1998 fue la primera vez en 24 años que la Weekly Shonen Jump perdió como el más vendido shōnen revista de manga (con 4,15 millones de copias vendidas), cediendo el primer lugar a Weekly Shonen Magazine (con 4,45 millones), quien en su momento también había ocupado este lugar para la década de 1970.
No fue sino hasta 2007 que la revista tuvo su primer incremento en 11 años, 2.750.000 a 2.780.000 ejemplares, esto acredita a One Piece. Sin embargo, se siguió experimentado una disminución drástica. Para principios del año 2015 los ejemplares vendidos disminuyeron a 2,4 millones de copias. A pesar de todo Weekly Shonen Jump es la revista de manga más vendido en Japón.